# バラコレ
『バラコレ』とは、2010年12月27日から同年12月30日までテレビ朝日系列局が23時40分 - 25時15分に編成した単発特別番組枠である。枠名は「バラエティ・コレクション」の略。

## 概要
それまでに無い企画の開発などを目的に、2010年末に特別編成された。パイロット版（お試し）である30分の単発バラエティ番組を1日に3本、4日連続で放送（合計12本）。既存番組のスペシャル版は一切無く、すべてがオリジナルとなっている。
全国ネットの枠であるが、初日のみメ〜テレと朝日放送は後述の番組を放送したために編成せず、それぞれ「3日連続9本」と宣伝していた。

## 放送番組

### "バラコレ" 2010
2010年に編成。
- 12月27日
  - いいトコ突くねぇ！データ朗 - 平野綾 ほか出演
  - オードリー×オリラジ 裏ドリ
  - 自信つきまシアター イイトコダス - 千原ジュニア、ミッツ・マングローブ、関根麻里 ほか出演
- 12月28日
  - 千原ジュニアのあるある24
  - 芸夢 - チュートリアル ほか出演
  - お金持ちと結婚するための10の方法 - 有吉弘行 ほか出演
- 12月29日
  - キャラブレイク - 山崎弘也、小木博明、ビビる大木 ほか出演
  - クイズ5×5!! - タカアンドトシ ほか出演
  - バカリズムの伝える程でもないHEADLINE
- 12月30日
  - 注文の多い演芸場 - 六角精児 ほか出演
  - 漫画説法 - JOY、矢口真里、ビビる大木 ほか出演
  - The Lock Question Answer Judge Reason GAME - MAX、磯山さやか、中山エミリ、ほしのあき、光浦靖子 ほか出演

## 放送局

### "バラコレ" 2010
ネット状況
○＝同時ネット △＝一部曜日非ネット
| 放送対象地域   | 放送局                  | 系列           | ネット状況 | 放送曜日・放送時間        | 備考 |
| -------------- | ----------------------- | -------------- | ---------- | ------------------------- | --- |
| 関東広域圏     | テレビ朝日 (EX)         | テレビ朝日系列 | ○          | 月曜 - 木曜 23:40 - 25:10 | "バラコレ" 2010 製作局                                                                                             |
| 北海道         | 北海道テレビ (HTB)      | テレビ朝日系列 | ○          | 月曜 - 木曜 23:40 - 25:10 | |
| 青森県         | 青森朝日放送 (ABA)      | テレビ朝日系列 | ○          | 月曜 - 木曜 23:40 - 25:10 | |
| 岩手県         | 岩手朝日テレビ (IAT)    | テレビ朝日系列 | ○          | 月曜 - 木曜 23:40 - 25:10 | |
| 宮城県         | 東日本放送 (KHB)        | テレビ朝日系列 | ○          | 月曜 - 木曜 23:40 - 25:10 | |
| 秋田県         | 秋田朝日放送 (AAB)      | テレビ朝日系列 | ○          | 月曜 - 木曜 23:40 - 25:10 | |
| 山形県         | 山形テレビ (YTS)        | テレビ朝日系列 | ○          | 月曜 - 木曜 23:40 - 25:10 | |
| 福島県         | 福島放送 (KFB)          | テレビ朝日系列 | ○          | 月曜 - 木曜 23:40 - 25:10 | |
| 新潟県         | 新潟テレビ21 (UX)       | テレビ朝日系列 | ○          | 月曜 - 木曜 23:40 - 25:10 | |
| 石川県         | 北陸朝日放送 (HAB)      | テレビ朝日系列 | ○          | 月曜 - 木曜 23:40 - 25:10 | |
| 長野県         | 長野朝日放送 (abn)      | テレビ朝日系列 | ○          | 月曜 - 木曜 23:40 - 25:10 | |
| 静岡県         | 静岡朝日テレビ (SATV)   | テレビ朝日系列 | ○          | 月曜 - 木曜 23:40 - 25:10 | |
| 中京広域圏     | メ〜テレ (NBN)          | テレビ朝日系列 | △          | 火曜 - 木曜 23:40 - 25:10 | 初日のみ23:40 - 24:35に『キングコングのあるコトないコト』の特番を、24:35 - 25:59に『アクセる★ビリー!』の特番を放送 |
| 近畿広域圏     | 朝日放送(ABC)           | テレビ朝日系列 | △          | 火曜 - 木曜 23:40 - 25:10 | 初日のみ23:40 - 28:00に『八方・今田の楽屋ニュース』を放送                                                          |
| 広島県         | 広島ホームテレビ (HOME) | テレビ朝日系列 | ○          | 月曜 - 木曜 23:40 - 25:10 | |
| 山口県         | 山口朝日放送 (yab)      | テレビ朝日系列 | ○          | 月曜 - 木曜 23:40 - 25:10 | |
| 香川県・岡山県 | 瀬戸内海放送 (KSB)      | テレビ朝日系列 | ○          | 月曜 - 木曜 23:40 - 25:10 | |
| 愛媛県         | 愛媛朝日テレビ (eat)    | テレビ朝日系列 | ○          | 月曜 - 木曜 23:40 - 25:10 | |
| 福岡県         | 九州朝日放送 (KBC)      | テレビ朝日系列 | ○          | 月曜 - 木曜 23:40 - 25:10 | |
| 長崎県         | 長崎文化放送 (NCC)      | テレビ朝日系列 | ○          | 月曜 - 木曜 23:40 - 25:10 | |
| 熊本県         | 熊本朝日放送 (KAB)      | テレビ朝日系列 | ○          | 月曜 - 木曜 23:40 - 25:10 | |
| 大分県         | 大分朝日放送 (OAB)      | テレビ朝日系列 | ○          | 月曜 - 木曜 23:40 - 25:10 | |
| 鹿児島県       | 鹿児島放送 (KKB)        | テレビ朝日系列 | ○          | 月曜 - 木曜 23:40 - 25:10 | |
| 沖縄県         | 琉球朝日放送 (QAB)      | テレビ朝日系列 | ○          | 月曜 - 木曜 23:40 - 25:10 | |